# Arno von Moyzischewitz
Arno von Moyzischewitz (* 8. Februar 1890 in Straßburg; † 1. Juli 1937 in Crussow) war ein deutscher Offizier und Unternehmer.

## Leben

### Herkunft, Jugend und Erster Weltkrieg
Moyzischewitz war ein Sohn des preußischen Generalmajors Louis Willy von Moyzischewitz (1856–1919) und seiner Gattin Emilie, geborene Kalle, einer Tochter des Farbenindustriellen und Reichstagsabgeordneten F. Kalle. Zum Zeitpunkt der Geburt des Sohnes war Louis von Moyzischewitz als Oberstleutnant Kommandeur beim 1. Ober-Elsässischen Feldartillerie-Regiment Nr. 15 in Straßburg. Moyzischewitzs Vorfahren väterlicherseits stammten aus Ostpreußen, während die Ahnen auf der mütterlichen Seite aus dem Rheinland kamen.
Seine Schulzeit absolvierte Moyzischewitz am Protestantischen Gymnasium in Straßburg. Ursprünglich für die diplomatische Laufbahn vorgesehen, trat er stattdessen nach seiner Schulzeit in die Preußische Armee ein und wurde aktiver Offizier: Mit Patent vom 19. November 1907 wurde Moyzischewitz zum Leutnant im Dragoner-Regiment Nr. 7 in Saarbrücken ernannt.
Nach einem längeren Aufenthalt in der Schweiz studierte Moyzischewitz Französisch und Geschichte an zwei französischen Universitäten. 1912 legte er dann das Dolmetscherexamen an der Pariser Sorbonne ab. 1914 wechselte er in das neu aufgestellte Jäger-Regiment zu Pferde Nr. 12 in Saint-Avold. Kurz vor Ausbruch des Ersten Weltkriegs gab Moyzischewitz ein deutsch-französisches Wörterbuch heraus, das während des Krieges von vielen deutschen Soldaten genutzt wurde, um mit der französischen Bevölkerung in den besetzten Gebieten zu kommunizieren.
In der Anfangsphase des Ersten Weltkrieges wurde Moyzischewitz als Patrouillenführer eingesetzt. In dieser Verwendung zeichnete er sich derart aus, dass der preußische Kronprinz Wilhelm ihn zum Erzieher seiner Kinder machte, eine Tätigkeit, die er von 1915 bis 1917 ausübte. Während dieser Zeit heiratete Moyzischewitz 1916 Herta Heidborn, eine Enkelin des Geheimrates Carl Röchling, dem Gründer der Röchling’schen Eisen- und Stahlwerke, mit der er einen Sohn hatte.
Während der Kriegsjahre erhielt Moyzischewitz das Eiserne Kreuz beider Klasse und diverse andere Kriegsorden.
Nach dem Ende seiner Tätigkeit für die kronprinzliche Familie wurde Moyzischewitz als Generalstabsoffiziers eingesetzt und anschließend von 1917 bis 1918 im Rang eines Hauptmanns in verschiedenen höheren Stäben verwendet, u. a. im Großen Generalstab. Dort lernte er auch den damaligen Major Kurt von Schleicher kennen, zu dem er eine lebenslange Freundschaft schloss und mit dem er bis 1933 immer wieder politisch eng zusammenarbeitete.
Das Kriegsende erlebte Moyzischewitz als Hauptmann beim Gouvernement in Metz, zugeteilt damals dem Jäger-Regiment zu Pferde Nr. 12. in St. Avold.

### Weimarer Republik
Nach dem Zusammenbruch der Monarchie im Herbst 1918 wurde Moyzischewitz als Generalstabsoffizier in die politische Abteilung des Oberkommandos des neu ernannten Reichswehrministers Gustav Noske übernommen, in der er bzw. im neugegründeten Reichswehrministerium er bis 1920 tätig war. Anschließend war Moyzischewitz bis 1921 Privatsekretär des Industriellen Hugo Stinnes. Es folgte eine kurzzeitige Tätigkeit als Direktor der Automobil, Verkehrs und Übungsstraßen AG (Avus, Stinnes-Konzern).
1921 gründete Moyzischewitz die Ahemo-Werkstätten in Berlin, eine Fabrik für Radiogeräte mit etwa 400 Arbeitern, die knapp zehn Jahre Bestand haben sollte. Die Ahemo-Werkstätten machten sich u. a. einen Namen als erstes Unternehmen der Funkindustrie, das einen Röhrengleichrichter der Ring-Rossen-Serie auf den Markt brachte. Als bahnbrechend wurden auch die Erfolge der Firma auf dem Gebiet des Netzanschlusses für Rundfunkapparate angesehen. Seit 1925 beschäftigten sich die Ahemo Werkstätten mit der Entwicklung von kleinen tragbaren Sendern und Empfängern für drahtlose Telegrafie und Telefonie. 1928 baute die Firma als erste den netzbetriebenen 4-Röhren-Schirmgitter-Empfänger der als Fabrikations-Typ später überall von anderen großen in- und ausländischen Fabriken der Radioindustrie übernommen wurde.
Neben der Leitung der Ahemo-Werkstätten bekleidete Moyzischewitz noch weitere führende Posten in der Wirtschaft: So war er Direktor der Automobil-Verkehrs- und Übungsstraße AG (AVUS) und von 1928 bis 1930 Vorsitzender des Verbandes der Funkindustrie e. V., sowie Mitglied im Aufsichtsrat der Röchlingschen Eisen- und Stahlwerke GmbH. Außerdem war er Mitglied des Deutschen Herrenklubs, des Zentralverbandes der Deutschen Elektrotechnischen Industrie (in dem er sowohl dem Vorstand als auch der Fachschaftsgruppe Rundfunk angehörte), des Deutsch-Österreichischen Alpenvereins, der Heinrich Hertz Gesellschaft sowie der Vereinigung Graf Schlieffen (Vereinigung der ehemaligen Mitglieder des Generalstabs) und Schriftführer des Vereins ehemaliger Offiziere des Dragoner-Regiments Nr. 7.
1932 übernahm Moyzischewitz die Leitung der „privaten Werbezentrale“ der Reichsregierung, der die propagandistische Unterstützung der Politik der Regierungen Franz von Papens und Kurt von Schleichers oblag. Nach 1933 fungierte Moyzischewitz u. a. als Verbindungsmann Schleichers zu Ludwig Beck. Der konservative Publizist Heinrich Freiherr von Gleichen-Rußwurm galt als sein Freund.
Moyzischewitz starb 1937 bei einem Jagdunfall. Sein Grab befindet sich Stahnsdorf, Südwestkirchhof.

## Bewertungen
Der Historiker Hermann Teske urteilte in einem Aufsatz in der vom Bundesarchiv-Militärarchiv herausgegebenen Zeitschrift Das Militärarchiv über Moyzischewitz: „Eine etwas kalte hochgradige Intelligenz verband sich mit der inneren Unruhe einer dauernden Initiative.“ Ein alter Freund von Moyzischewitz schrieb in ähnlichem Tenor: „Geistig und körperlich gut veranlagt, beweglich, aktivistisch, gelegentlich überschwänglich, kameradschaftlich, hilfsbereit, politisch sehr interessiert.“

## Schriften
- Französischer Sprachführer für Unteroffiziere und Mannschaften zusammengestellt von Moyzischewitz. Stalling, Oldenburg 1913.
- Propaganda. Handschrift, 1919.
- Fesseln fallen. Ein deutsch-französischer Roman. Stalling, Oldenburg 1932. (1939 auch in Frankreich veröffentlicht mit einem Vorwort von Friedrich Sieburg).
- Bericht über meine letzte Begegnung mit Herrn General von Schleicher am 29. Juni 1934. in: Hermann Teske: Wenn Gegenwart Geschichte wird. in: Die Wehrmacht im Kampf; Band 50, Vowinckel, Neckargemünd 1974, S. 128–133. ISBN 3-87879-091-0.